# Charles Bonnet
Charles Bonnet (13. marts 1720 – 20. maj 1793) var en schweizisk naturforsker og filosof. 
Bonnet studerede jura og naturvidenskab og vandt allerede som ganske ung stor berømmelse ved sin Traité d’Insectologie (1745), som indeholder hans epokegørende undersøgelser over bladlusenes kønsløse formering såvel som de i tilslutning til Abraham Trembleys polypundersøgelser udførte forsøg over regenerationsevnen hos visse regnorme fra det ferske vand. 
Desuden udgav han Recherches sur l’usage des feuilles dans les plantes (1754), et plantefysiologisk arbejde, der endnu var af interesse indtil starten af det 20. århundrede. 
Senere blev han, navnlig fordi en øjensygdom stærkt besværliggjorde hans iagttagelser, ført mere over på rent naturfilosofisk område og har her f.eks. publiceret Considérations sur les corps organisés (1762) og Palingénésie philosophique (1796), som begge endnu den dag i dag står som læseværdige prøver på datidens opfattelse af naturen og de levende væseners opståen.
Endelig har han udgivet et par psykologiske arbejder, f.eks. Essai de psychologie ou considérations sur les operations de l’âme (1755). I Danmark udgav Tyge Rothe et seksbindsværk med titlen Naturen: betragtet efter Bonnets Maade (1791-96) baseret på Bonnets naturfilosofi.
Han blev optaget som ordentlig udenlandsk medlem af Videnskabernes Selskab den 15. december 1769.